# Daniele Garozzo
Daniele Garozzo, född 4 augusti 1992 i Acireale, är en italiensk fäktare som tävlar i florett.
Garozzo blev olympisk guldmedaljör i florett vid sommarspelen 2016 i Rio de Janeiro.